# 甘い生活 (映画)

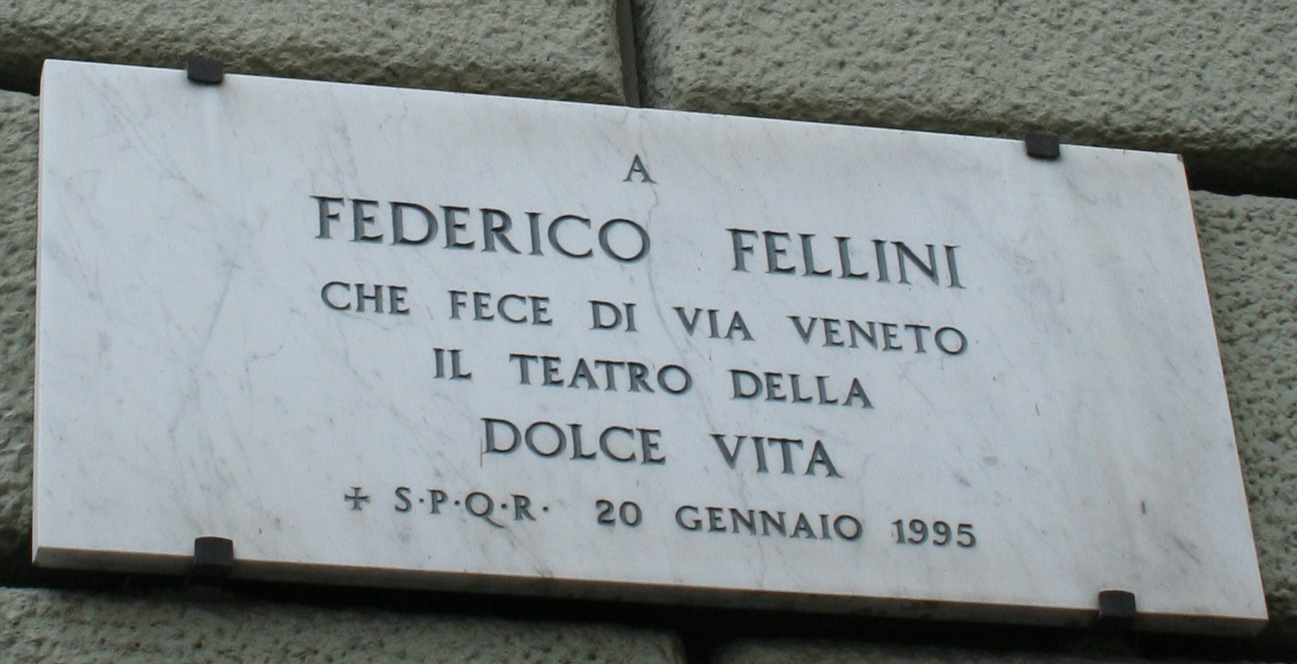
舞台となったヴィアベネット通りに掲げられたプレート

『甘い生活』（あまいせいかつ、原題：La dolce vita）は、1960年に公開されたフェデリコ・フェリーニ監督のイタリア映画である。

## 作品概要
1950年代後半のローマの豪奢で退廃的な上流階級（有閑階級）の生態、その場限りの乱痴気騒ぎやアバンチュール、社会を生きる上で指針やモラルを失った現代人の不毛な生き方を、マルチェロ・マストロヤンニ演じる主人公の退廃的な生活を通じて描く。その映像美学で、カンヌ国際映画祭パルム・ドールやアカデミー賞衣裳デザイン賞など、世界中の映画賞を総なめにしたイタリア映画界の巨匠、フェデリコ・フェリーニ監督の代表作。
しかし、説明的な手法をほとんど行わない難解な表現方法は、公開当時から世界中の批評家の議論の的になり、作品の公開以降半世紀以上を経た現在でもその評価は大きく分かれている。
マルチェロ・マストロヤンニとアニタ・エクバーグがトレヴィの泉で戯れるシーンや、ヴィットリオ・ヴェネト通りの高級ホテルやカフェ、様々な遺跡など、ローマ中の名所が作品中にちりばめられている。

## ストーリー
ゴシップ新聞社の記者マルチェロは、ローマの上流階級や芸能人が多く出入りする高級クラブやカフェで、自らも彼らとの交友を楽しんでいた。そんな中アメリカの妖艶な女優、シルヴィアが撮影のためにローマ入りすることとなる。

## キャスト
※括弧内は日本語吹替（初回放送1971年9月21日 21:00-22:22 東京12ch『火曜ロードショー』）
- マルチェロ・マストロヤンニ：マルチェロ（堀勝之祐）
- アニタ・エクバーグ：シルヴィア（翠準子）
- アヌーク・エーメ：マダレーナ（小沢沙季子）
- アラン・キュニー：ステイナー
- イヴォンヌ・フルノー：エマ
- マガリ・ノエル：ファニー
- レックス・バーカー：ロバート（中田浩二）
- ジャック・セルナス：セルナス
- ウォルター・サンテッソ：パパラッツォ
- ニコ：ニコ

## 後世への影響

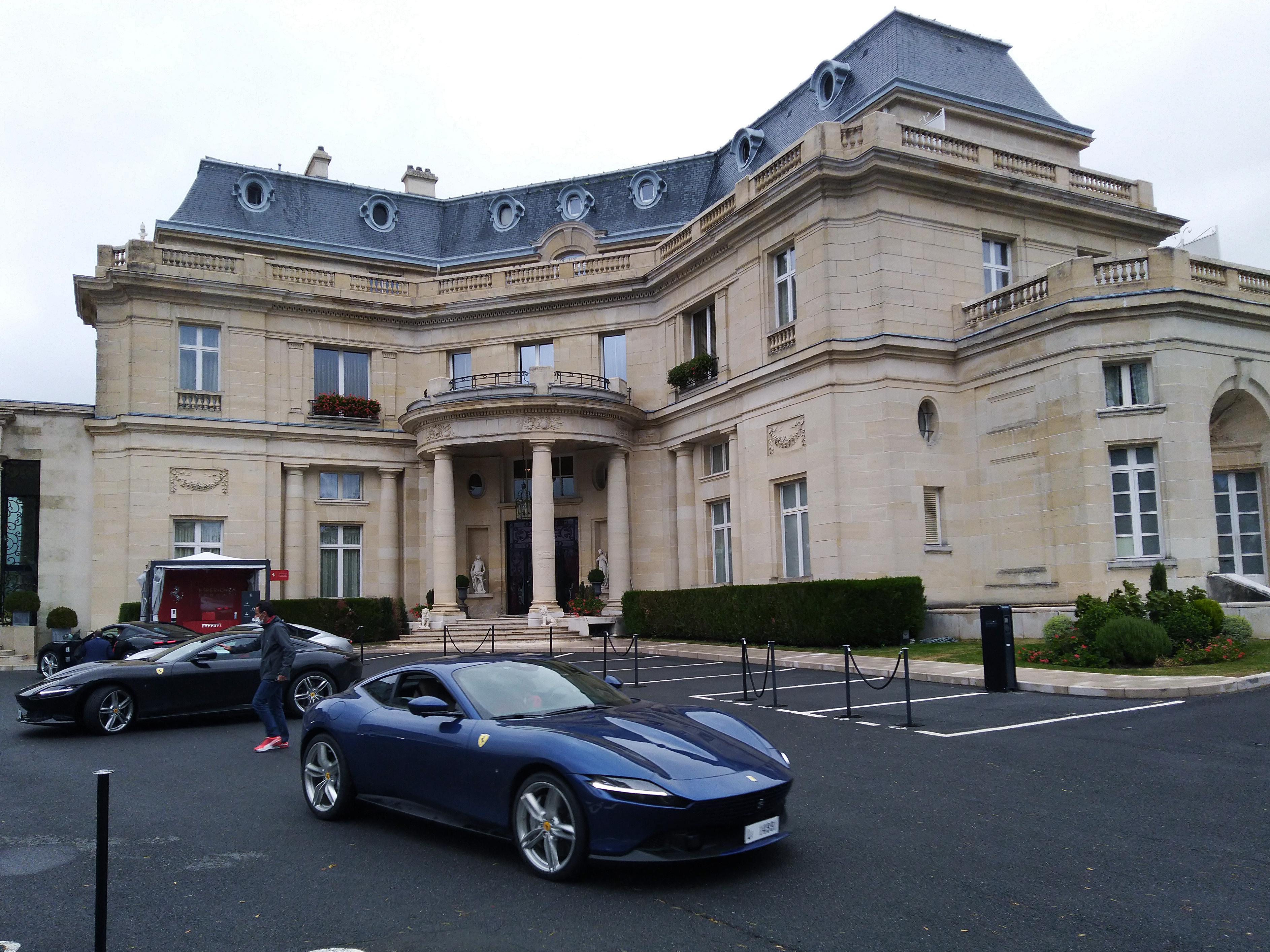
フェラーリ・ローマ。そのコンセプトは「La Nuova Dolce Vita」（ラ・ノーヴァ・ドルチェ・ヴィータ: 新しい甘い生活）。

原題の「Dolce Vita」（ドルチェ・ヴィータ）は、邦題の「甘い生活」がその直訳であるが、本作によって、耽美主義的な志向やライフスタイルを表す言葉として、広く知られるようになった。現在では、様々な施設や商品およびそれらのコンセプトに「ドルチェ・ヴィータ」という言葉が与えられており、最も知られるところでディオールの香水やロンジンの腕時計、フェラーリやフィアットの自動車などがある。これらの例は、1950年代から1960年代をその終焉とする”人々が皆エレガントなファッションやライフスタイルを志向していた時代”（スノビズム）へのノスタルジアという側面もある。
また本作以降、有名人や芸能人をつけまわし、その人の私生活や個人的なことまで記事として情報誌や新聞などに売って生計を立てているカメラマンを、登場人物パパラッツォの複数形として「パパラッチ」と呼ぶようになった。